# العلاقات المكسيكية النيبالية
العلاقات المكسيكية النيبالية هي العلاقات الثنائية التي تجمع بين المكسيك ونيبال.

## مقارنة بين البلدين
هذه مقارنة عامة ومرجعية للدولتين:
| وجه المقارنة                                              | المكسيك                                                                               | نيبال                               |
| --------------------------------------------------------- | ------------------------------------------------------------------------------------- | ----------------------------------- |
| المساحة (كم2)                                             | 1.97 مليون                                                                            | 147.18 ألف                          |
| عدد السكان (نسمة)                                         | 130.53 مليون                                                                          | 29.40 مليون                         |
| الكثافة السكانية (ن./كم²)                                 | 66.26                                                                                 | 199.76                              |
| العاصمة                                                   | مدينة مكسيكو                                                                          | كاتماندو                            |
| اللغة الرسمية                                             | اللغة الإسبانية                                                                       | اللغة النيبالية                     |
| العملة                                                    | بيزو مكسيكي                                                                           | روبية نيبالية                       |
| الناتج المحلي الإجمالي (بليون دولار)                      | 1.15 تريليون                                                                          | 24.47 مليار                         |
| الناتج المحلي الإجمالي (تعادل القوة الشرائية) بليون دولار | 2.16 تريليون                                                                          | 70.20 مليار                         |
| الناتج المحلي الإجمالي الاسمي للفرد دولار أمريكي          | 9.01 ألف                                                                              | 743                                 |
| الناتج المحلي الإجمالي للفرد دولار أمريكي                 | 17.32 ألف                                                                             | 2.37 ألف                            |
| مؤشر التنمية البشرية                                      | 0.756                                                                                 | 0.548                               |
| رمز المكالمات الدولي                                      | +52                                                                                   | +977                                |
| رمز الإنترنت                                              | .mx                                                                                   | .np                                 |
| المنطقة الزمنية                                           | منطقة زمنية وسطى، المنطقة الزمنية الجبلية، زمن منطقة المحيط الهادئ، منطقة زمنية شرقية | ت ع م+05:45، التوقيت الموحد لنيبال ‏ |

## منظمات دولية مشتركة
يشترك البلدان في عضوية مجموعة من المنظمات الدولية، منها:
| علم المنظمة | اسم المنظمة                        | تاريخ انضمام المكسيك | تاريخ انضمام نيبال |
| ----------- | ---------------------------------- | -------------------- | ------------------ |
|             | مؤسسة التنمية الدولية              | 24 أبريل 1961        | 6 مارس 1963        |
|             | يونسكو                             | 4 نوفمبر 1946        | 1 مايو 1953        |
|             | مؤسسة التمويل الدولية              | 20 يوليو 1956        | 7 يناير 1966       |
|             | منظمة حظر الأسلحة الكيميائية       | ?                    | ?                  |
|             | الأمم المتحدة                      | 7 نوفمبر 1945        | 14 ديسمبر 1955     |
|             | منظمة الشرطة الجنائية الدولية      | ?                    | ?                  |
|             | البنك الدولي للإنشاء والتعمير      | 31 ديسمبر 1945       | 6 سبتمبر 1961      |
|             | الاتحاد البريدي العالمي            | ?                    | ?                  |
|             | وكالة ضمان الاستثمار متعدد الأطراف | 1 يوليو 2009         | 9 فبراير 1994      |
|             | منظمة التجارة العالمية             | 1995                 | ?                  |
|             | الفريق المعني برصد الأرض           | ?                    | ?                  |

## وصلات خارجية
- موقع وزارة الخارجية المكسيكية
- موقع وزارة الخارجية النيبالية